# Апенніни
Апенні́ни (італ. Appennini, лат. Apenninus, Apennini montes) — гірська система в Італії, становить кістяк Апеннінського півострова.
Назва походить від кельтського pen — вершина.
Апенніни на північному заході сполучаються з Альпами, на південному сході — з Калабрійськими горами. Довжина 900 км (з горами Калабрії і Сицилії — 1350 км), ширина — до 100 км; висота до 2912 м (вершина Корно-Гранде (італ. Corno Grande) в Абруцьких Апеннінах, масив Гран-Сассо).
Власне Апенніни утворені головним чином з мезозойських, палеогенових і неогенових пісковиків, глин та вапняків, сланцю, які були зім'яті в складки в процесі альпійської складчастості. Є численні виходи мінеральних джерел та родовища будівельного і виробного каменю. Почасти відбуваються землетруси.
Найтиповіші для Апеннін ландшафти середньовисотних гір з м'якими схилами та округлими вершинами. На нижніх схилах збереглися зарості вічнозелених чагарників — маквіс, гаї вічнозелених дубів та середземноморських сосен. Вище — каштанові, дубові, букові та ялино-смерекові ліси, здебільшого вирубані. Дуже поширені культурні ландшафти: на нижніх схилах виноградники, оливкові та цитрусові насадження, вище — ниви, пасовиська і альпійські луки.

## Поділ

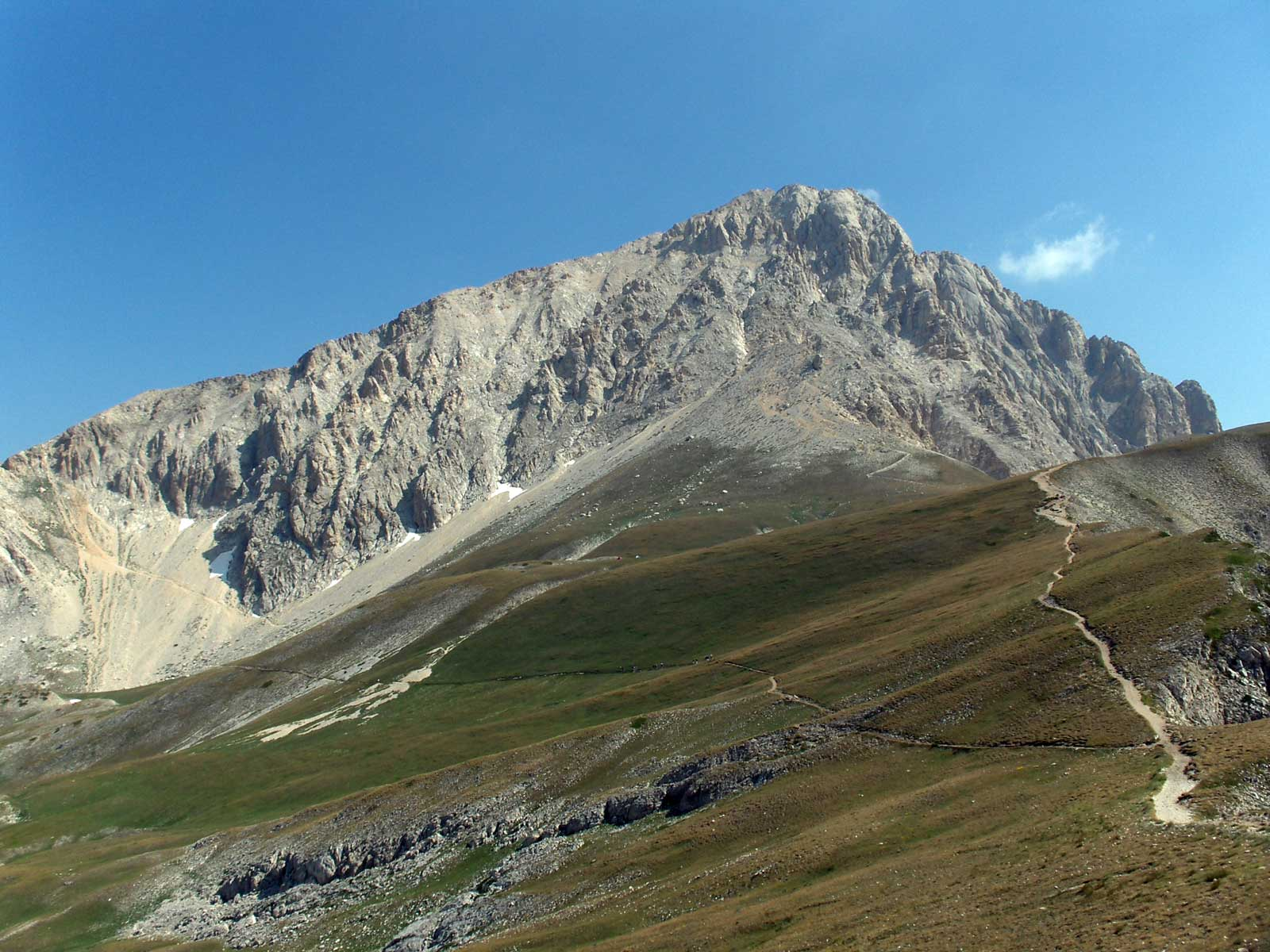
Вершина Корно-Гранде.

- Північні Апенніни
  - Лігурійські Апенніни
  - Тоскано-Еміліан Апенніни
- Центральні Апенніни
  - Умбро-маркізіанський Апенніни
  - Абрузські Апенніни
- Південні Апенніни
  - Самнітські Апенніни
  - Кампанські Апенніни
  - Луканські Апенніни
  - Калабрійські Апенніни
- Сицилійські Апенніни